# Regina Margherita (nave da battaglia)
La nave da battaglia Regina Margherita costituiva con la gemella Benedetto Brin la classe Regina Margherita. A lungo nave ammiraglia della flotta italiana, partecipò alla guerra italo-turca (1911-1912). Nel 1914, dopo l'inizio della prima guerra mondiale, prestò servizio come nave scuola, e all'atto dell'entrata in guerra contro l'Impero austro-ungarico, nel maggio 1915, fu di base a Taranto passando l'anno successivo in servizio presso il Gruppo Navale C con compiti di protezione del campo trincerato di Valona, in Albania. Affondò nella notte tra l'11 e il 12 dicembre 1916, mentre stava ritornando in Italia, dopo aver colpito due mine. Gravi furono le perdite umane tra l'equipaggio, con 675 morti, tra cui il comandante della nave, capitano di vascello Giovanbattista Bozzo Gravina (Palermo, 21 settembre 1868-Saseno, 11 dicembre 1916), e il comandante del corpo di spedizione italiano in Albania, tenente generale Oreste Bandini, che si trovava a bordo.

## Storia

### Progettazione ed entrata in servizio

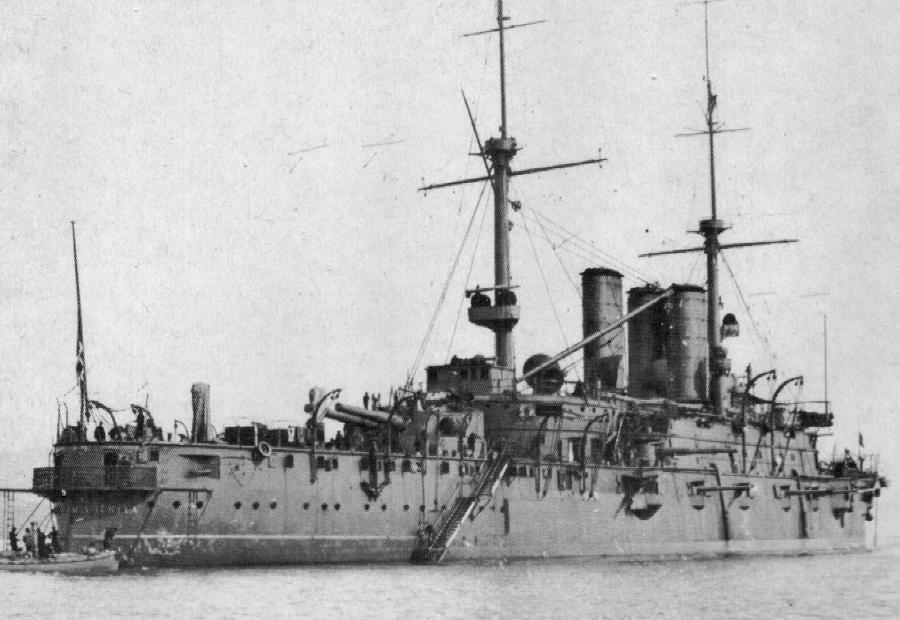
La nave da battaglia Regina Margherita in una foto del 1908

Dopo aver realizzato le due unità classe Emanuele Filiberto la Regia Marina ordinò la costruzione di due nuove navi da battaglia più potenti, da 14 574 tonnellate, che andarono a costituire la classe Benedetto Brin.  La prima unità di questa classe venne intitolata, con decreto reale emesso da Re Umberto I il 24 settembre 1898, alla sua consorte la Regina Margherita di Savoia. Costruita nell'Arsenale militare marittimo della Spezia, su progetto originario dell'ingegnere del genio navale Benedetto Brin, rivisto dal ingegnere navale Ruggero Alfredo Micheli dopo la morte del suo predecessore, il suo scafo venne impostato il 20 novembre 1898. L'unità venne varata il 30 maggio 1901 alla presenza di re Vittorio Emanuele III di Savoia, e consegnata alla Regia Marina il 14 aprile 1904. L'11 maggio dello stesso anno, a La Spezia, la nave ricevette la propria bandiera di combattimento consegnata in una apposita cerimonia. Il Regina Margherita fu ininterrottamente nave ammiraglia della flotta, salvo due brevi periodi in cui tale ruolo fu assunto dalla gemella Benedetto Brin, sino al 15 dicembre 1910. Nel luglio 1904 la nave effettuò le prove di velocità nel golfo di Genova. Al termine delle prove fu assegnata alla Squadra del Mediterraneo, che nel 1907, formata dal Regina Margherita, dal Benedetto Brin e da tre navi da battaglia della classe Regina Elena, sotto il comando del viceammiraglio Alfonso di Brocchetti, partecipò alle manovre annuali di fine settembre e inizio ottobre.

### Tecnica
Il suo dislocamento normale era di 13 427 tonnellate, quello a pieno carico di 14 574 tonnellate. La nave era lunga 138,6 metri, larga 23,8 e aveva un pescaggio di 8,9 metri. L'apparato motore era composto da 28 caldaie Niclausse che alimentavano due motrici alternative che sviluppavano una potenza di 20.000 CV. La velocità massima raggiungibile era di 20 nodi. Il combustibile era rappresentato da circa 1 000 tonnellate di carbone. I locali carbonili erano sistemati in modo tale da offrire una ulteriore protezione in caso di attacco portato dalle artiglierie. La prora era armata con un rostro per un eventuale speronamento delle navi nemiche. L'armamento principale era costituito da 4 cannoni da 305/40 mm posti in due torri binate, una a poppa ed una a prora; mentre quello secondario da 4 cannoni da 203/45 Mod. 1897 sistemati in casematte in coperta e da 12 cannoni da 152/40 mm, sei per lato nel ridotto. Quello antisilurante era costituito da 20 cannoni da 76/40 mm, 2 pezzi da 47 mm, 2 pezzi da 37 mm e 2 mitragliere. L'armamento subacqueo era costituita da 4 tubi lanciasiluri, sistemati due al di sotto della linea di galleggiamento e due al di sopra di essa. La protezione passiva era assicurata da una corazzatura Harvey in acciaio prodotta a Terni. Lo spessore alla cintura corazzata era 150 mm, quello orizzontale di 80 mm, mentre la protezione delle torri di grosso calibro era di 220 mm e della torre di comando di 150 mm.

## Impiego operativo
In occasione del terremoto di Messina del 28 dicembre 1908, e di quello del gennaio 1909, la nave prestò opera di soccorso alle popolazioni colpite, venendo per questo decorata con la Medaglia di benemerenza. Lo scoppio di alcuni tubi delle caldaie durante lavori di manutenzione nel 1911 fecero sì che la nave non potesse partecipare alle operazioni navali all'inizio della guerra italo-turca rientrando in linea nei primi mesi del 1912. Nel corso di quell'anno partecipò alle operazioni nell'Egeo affiancando la gemella Benedetto Brin durante l'occupazione delle isole del Dodecaneso. Nei primi mesi del 1913 fu assegnata alle Forze Navali Riunite con compiti di sorveglianza nel Mediterraneo orientale a protezione delle isole conquistate. Raggiunta la nuova destinazione il 13 luglio, ancorandosi nell'isola di Scarpanto, il giorno 16 mentre cercava di ancorarsi nella baia di Pegadia la catena dell'ancora andò in eccessiva tensione prima di toccare il fondo e il contraccolpo sganciò il maniglione di tenuta facendola precipitare sul fondale. L'intervento di un pescatore di spugne locali, Gheorghios Haggi Statti, consentì di recuperarla dopo quattro giorni e 21 immersioni a 84 metri di profondità.
Dopo l'entrata in guerra del Regno d'Italia, avvenuta il 24 maggio 1915, il Regina Margherita fu di base a Taranto, e dopo un anno venne assegnata al Gruppo Navale C con compiti di protezione del campo trincerato di Valona, in Albania, e a missioni nel basso Adriatico. Tra il dicembre 1915 e il febbraio 1916 partecipò alle operazioni di evacuazione dell'Esercito serbo. Nell'aprile del 1916 la corazzata, al comando del capitano di vascello Giovanbattista Bozzo Gravina, e su cui alzava la sua insegna il contrammiraglio Lorenzo Cusani Visconti, entrò nella rada di Valona per un normale ciclo di operazioni che terminò nel mese di dicembre. In quel mese, su decisione dell'ammiraglio Enrico Millo, il Regina Margherita ricevette l'ordine di ritornare a Taranto. Millo lasciò libero il comandante Bozzo Gravina di decidere a che ora salpare in quanto sulla zona stava imperversando una bufera. Alle 21 dell'11 dicembre la nave, visto le migliorate condizioni atmosferiche, nonostante sulla zona vi fossero forti piovaschi e una fitta nebbia, salpò con a bordo il comandante del corpo di spedizione italiano in Albania, generale Oreste Bandini. La nave da battaglia era scortata dai cacciatorpediniere Indomito e Ardente. Alle 21:34 il Regina Margherita stava transitando nel varco del campo minato steso tra l'isola di Saseno e Punta Linguetta quando colpì due mine. Le due esplosioni colpirono la santabarbara di prua e il centro della nave provocando la detonazione dell'esplosivo e lo scoppio delle caldaie. La nave, per abbrivio, proseguì nella rotta consentendo a molti dei superstiti di riunirsi a poppa. Essa si inabissò di prua in cinque minuti, trascinando con sé 674 uomini, tra cui il comandante e il generale Bandini. Nonostante le pessime condizioni del mare vennero tratti in salvo 18 ufficiali e 257 marinai. La commissione d'inchiesta successivamente istituita rilevò come il comandante Bozzo Gravina doppiato capo Gallovecit aveva fatto proseguire, per cause mai accertate, la nave sulla rotta per 289° più di quanto stabilito dalla procedura allora in uso, virando poi per 238° per entrare nel canale di sicurezza del campo minato. Questo fatto, secondo il rapporto redatto dopo l'affondamento, aveva portato la nave da battaglia appena oltre il margine del campo minato. I vertici della marina supposero un urto accidentale contro ordigni dello sbarramento difensivo, mentre la k.u.k. Kriegsmarine accreditò l'affondamento al sommergibile posamine UC-14, che apparteneva alla Kaiserliche Marine.
Curiosamente nello stesso tratto di mare a poche centinaia di metri dal relitto del Regina Margherita giace il relitto della nave ospedale Po, che venne affondata da parte di aerosiluranti britannici il 14 marzo 1941. La vicenda all'epoca provocò grande emozione ed ebbe grande risonanza anche per la presenza a bordo di Edda Ciano Mussolini in qualità di crocerossina.
Nel 1998 lo storico Andrea Bavecchi aveva già segnalato la zona dove probabilmente si trovava il relitto. A seguito di ricerche documentali e subacquee condotte dall'IANTD Instructor trainer Cesare Balzi, i resti del relitto della nave sono stati localizzati e individuati attraverso la lettura del nome sulla poppa, il 30 luglio 2005 a 9 miglia delle coste albanesi (Valona), tra l'isola di Saseno e Capo Linguetta. I resti del relitto della corazzata Regina Margherita giacciono a 66 metri di profondità.

### Annotazioni
1. ↑  I 4 cannoni da 305, quelli da 203, quattro da 152 e 12 da 76 mm avevano la possibilità di sparare per linea di chiglia, metà in caccia e metà in ritirata.

### Fonti
1. 1 2 3 4 5  Gardiner 1978, p. 343.
2. 1 2 3 4 5 6 7 8 9 10 11  Nauticamare.
3. 1 2 3  Gardiner, Gray 1979, p. 255.
4. ↑  Brassey 1908, pp. 77-78.
5. 1 2 3 4 5  Marinai.
6. ↑   Regina Margherita 2005, su IANTD Expeditions.